# Coupe Calder
Pour les articles homonymes, voir Calder.
Ne doit pas être confondu avec Trophée Calder.
La coupe Calder, baptisée en l'honneur de Frank Calder, premier président de la Ligue nationale de hockey, est attribuée annuellement au champion de finale de la Ligue américaine de hockey.
Le trophée est un des plus anciens trophées de championnat professionnel attribué de façon continue en Amérique du Nord, depuis sa première remise en 1937 à la suite de la saison de 1936-1937 de la LAH.
La finale se joue au meilleur des sept rencontres depuis la saison 1943-1944.
La saison 2019-2020, annulée en raison de la pandémie de Covid-19, est la première à ne pas aller à son terme dans l'histoire de la Ligue.

## La Coupe et des chiffres

### Les équipes et la Coupe
Au total, vingt-cinq différentes villes ont hébergé une équipe championne de la coupe Calder. Les Bears de Hershey ont gagné l’édition 2010 de la Coupe portant leur total à onze soit un record. Ces mêmes Bears ont participé à 22 séries finales pour remporter la Coupe en 72 saisons dans la LAH.
À trois reprises, le succès d’une équipe de la LAH a été accompagné d’un succès de la franchise associée dans la Ligue nationale de hockey. C’est ainsi le cas à deux reprises pour les Canadiens de Montréal de 1976 et de 1977 qui sont alors affiliés aux Voyageurs de la Nouvelle-Écosse. La seconde paire d’équipes à avoir réalisé cet exploit sont les Devils du New Jersey et les River Rats d'Albany de 1995.
En 2007, une seule équipe a gagné la Coupe Calder trois années de suite : les Indians de Springfield guidés par Edward Shore et John Butterfield (1960, 1961 et 1962).

### Les joueurs et la Coupe
Parmi les joueurs ayant remporté la coupe Calder du temps de leur passage dans la LAH, on compte vingt-sept membres du Temple de la renommée du hockey dont John Bower, Terrance Sawchuk, Emile Francis, Gerald Cheevers, Alger Arbour, Andrew Bathgate, Larry Robinson, Douglas Harvey et un des derniers admis, en 2006, Patrick Roy.
En plus de ces grands joueurs, de grands entraîneurs ont également remporté cette coupe Calder. Ainsi, Frederick Cook est l’entraîneur qui a gagné sept fois la Coupe alors que le second plus grand total pour un entraîneur de la LAH est de trois. En 2006, les Hurricanes de la Caroline guidés par Peter Laviolette gagnent la Coupe Stanley et le mentor américain devient seulement le sixième entraîneur de l'histoire de la LAH à avoir gagné les deux Coupes dans sa carrière.
Au total, plus d’une centaine de joueurs et d’entraîneurs ont marqué leur nom au palmarès à la fois de la Coupe Calder et de la Coupe Stanley, dont les plus grands noms sont Brian Engblom (en), Richard Gamble, Robert Goring, Frederick Shero ou encore Peter Mahovlich.
Wilmott Marshall, meilleur buteur, passeur et pointeur de l’histoire de la LAH est aussi le joueur qui a fait le plus grand nombre d’apparitions dans les séries de la Coupe et possède également les meilleurs statistiques des séries. Ainsi en dix-sept saisons, il a inscrit 119 points en 112 matchs. Kenneth Gernander aura tout de même joué plus de matchs au cours des séries (123) mais sans inscrire plus de points et en moins d’années.
Frederick Glover, Robert Solinger, Les Duff (en) et Mike Busniuk (en) ont tous les quatre gagné la Coupe Calder à quatre reprises.

## Liste des finales de la Coupe Calder

### Par saison

#### Au meilleur des cinq matchs
| Saison    | Champion                | Finaliste                | Résultat de la série |
| --------- | ----------------------- | ------------------------ | -------------------- |
| 1936-1937 | Stars de Syracuse (1)   | Ramblers de Philadelphie | 3-1                  |
| 1937-1938 | Reds de Providence      | Stars de Syracuse        | 3-1                  |
| 1938-1939 | Barons de Cleveland     | Ramblers de Philadelphie | 3-1                  |
| 1939-1940 | Reds de Providence      | Hornets de Pittsburgh    | 3-0                  |
| 1940-1941 | Barons de Cleveland     | Bears de Hershey         | 3-2                  |
| 1941-1942 | Capitals d'Indianapolis | Bears de Hershey         | 3-2                  |
| 1942-1943 | Bisons de Buffalo       | Capitals d'Indianapolis  | 3-0                  |

#### Au meilleur des sept matchs
| Saison    | Champion                                                  | Finaliste                                                 | Résultat de la série                                      |
| --------- | --------------------------------------------------------- | --------------------------------------------------------- | --------------------------------------------------------- |
| 1943-1944 | Bisons de Buffalo                                         | Barons de Cleveland                                       | 4-2                                                       |
| 1944-1945 | Barons de Cleveland                                       | Bears de Hershey                                          | 4-2                                                       |
| 1945-1946 | Bisons de Buffalo                                         | Barons de Cleveland                                       | 4-3                                                       |
| 1946-1947 | Bears de Hershey                                          | Hornets de Pittsburgh                                     | 4-3                                                       |
| 1947-1948 | Barons de Cleveland                                       | Bisons de Buffalo                                         | 4-2                                                       |
| 1948-1949 | Reds de Providence                                        | Bears de Hershey                                          | 4-3                                                       |
| 1949-1950 | Capitals d'Indianapolis (2)                               | Barons de Cleveland                                       | 4-2                                                       |
| 1950-1951 | Barons de Cleveland                                       | Hornets de Pittsburgh                                     | 4-3                                                       |
| 1951-1952 | Hornets de Pittsburgh                                     | Reds de Providence                                        | 4-2                                                       |
| 1952-1953 | Barons de Cleveland                                       | Hornets de Pittsburgh                                     | 4-3                                                       |
| 1953-1954 | Barons de Cleveland                                       | Bears de Hershey                                          | 4-2                                                       |
| 1954-1955 | Hornets de Pittsburgh                                     | Bisons de Buffalo                                         | 4-2                                                       |
| 1955-1956 | Reds de Providence (4)                                    | Barons de Cleveland                                       | 4-2                                                       |
| 1956-1957 | Barons de Cleveland                                       | Americans de Rochester                                    | 4-1                                                       |
| 1957-1958 | Bears de Hershey                                          | Indians de Springfield                                    | 4-2                                                       |
| 1958-1959 | Bears de Hershey                                          | Bisons de Buffalo                                         | 4-2                                                       |
| 1959-1960 | Indians de Springfield                                    | Americans de Rochester                                    | 4-1                                                       |
| 1960-1961 | Indians de Springfield                                    | Bears de Hershey                                          | 4-2                                                       |
| 1961-1962 | Indians de Springfield                                    | Bisons de Buffalo                                         | 4-1                                                       |
| 1962-1963 | Bisons de Buffalo                                         | Bears de Hershey                                          | 4-3                                                       |
| 1963-1964 | Barons de Cleveland (9)                                   | As de Québec                                              | 4-2                                                       |
| 1964-1965 | Americans de Rochester                                    | Bears de Hershey                                          | 4-1                                                       |
| 1965-1966 | Americans de Rochester                                    | Barons de Cleveland                                       | 4-2                                                       |
| 1966-1967 | Hornets de Pittsburgh (3)                                 | Americans de Rochester                                    | 4-2                                                       |
| 1967-1968 | Americans de Rochester                                    | As de Québec                                              | 4-2                                                       |
| 1968-1969 | Bears de Hershey                                          | As de Québec                                              | 4-1                                                       |
| 1969-1970 | Bisons de Buffalo (5)                                     | Kings de Springfield                                      | 4-2                                                       |
| 1970-1971 | Kings de Springfield                                      | Reds de Providence                                        | 4-2                                                       |
| 1971-1972 | Voyageurs de la Nouvelle-Écosse                           | Clippers de Baltimore                                     | 4-2                                                       |
| 1972-1973 | Swords de Cincinnati (1)                                  | Voyageurs de la Nouvelle-Écosse                           | 4-1                                                       |
| 1973-1974 | Bears de Hershey                                          | Reds de Providence                                        | 4-1                                                       |
| 1974-1975 | Indians de Springfield                                    | Nighthawks de New Haven                                   | 4-1                                                       |
| 1975-1976 | Voyageurs de la Nouvelle-Écosse                           | Bears de Hershey                                          | 4-1                                                       |
| 1976-1977 | Voyageurs de la Nouvelle-Écosse (3)                       | Americans de Rochester                                    | 4-2                                                       |
| 1977-1978 | Mariners du Maine                                         | Nighthawks de New Haven                                   | 4-1                                                       |
| 1978-1979 | Mariners du Maine                                         | Nighthawks de New Haven                                   | 4-2                                                       |
| 1979-1980 | Bears de Hershey                                          | Hawks du Nouveau-Brunswick                                | 4-2                                                       |
| 1980-1981 | Red Wings de l'Adirondack                                 | Mariners du Maine                                         | 4-2                                                       |
| 1981-1982 | Hawks du Nouveau-Brunswick (1)                            | Whalers de Binghamton                                     | 4-1                                                       |
| 1982-1983 | Americans de Rochester                                    | Mariners du Maine                                         | 4-2                                                       |
| 1983-1984 | Mariners du Maine (3)                                     | Americans de Rochester                                    | 4-1                                                       |
| 1984-1985 | Canadiens de Sherbrooke (1)                               | Skipjacks de Baltimore                                    | 4-2                                                       |
| 1985-1986 | Red Wings de l'Adirondack                                 | Bears de Hershey                                          | 4-2                                                       |
| 1986-1987 | Americans de Rochester                                    | Canadiens de Sherbrooke                                   | 4-3                                                       |
| 1987-1988 | Bears de Hershey                                          | Express de Fredericton                                    | 4-2                                                       |
| 1988-1989 | Red Wings de l'Adirondack                                 | Nighthawks de New Haven                                   | 4-1                                                       |
| 1989-1990 | Indians de Springfield                                    | Americans de Rochester                                    | 4-2                                                       |
| 1990-1991 | Indians de Springfield (7)                                | Americans de Rochester                                    | 4-2                                                       |
| 1991-1992 | Red Wings de l'Adirondack (4)                             | Maple Leafs de Saint-Jean                                 | 4-3                                                       |
| 1992-1993 | Oilers du Cap-Breton (1)                                  | Americans de Rochester                                    | 4-1                                                       |
| 1993-1994 | Pirates de Portland (1)                                   | Hawks de Moncton                                          | 4-2                                                       |
| 1994-1995 | River Rats d'Albany (1)                                   | Canadiens de Fredericton                                  | 4-2                                                       |
| 1995-1996 | Americans de Rochester (6)                                | Pirates de Portland                                       | 4-3                                                       |
| 1996-1997 | Bears de Hershey                                          | Bulldogs de Hamilton                                      | 4-1                                                       |
| 1997-1998 | Phantoms de Philadelphie                                  | Flames de Saint-Jean                                      | 4-2                                                       |
| 1998-1999 | Bruins de Providence (1)                                  | Americans de Rochester                                    | 4-1                                                       |
| 1999-2000 | Wolf Pack de Hartford (1)                                 | Americans de Rochester                                    | 4-2                                                       |
| 2000-2001 | Flames de Saint-Jean (1)                                  | Penguins de Wilkes-Barre/Scranton                         | 4-2                                                       |
| 2001-2002 | Wolves de Chicago                                         | Sound Tigers de Bridgeport                                | 4-1                                                       |
| 2002-2003 | Aeros de Houston (1)                                      | Bulldogs de Hamilton                                      | 4-3                                                       |
| 2003-2004 | Admirals de Milwaukee (1)                                 | Penguins de Wilkes-Barre/Scranton                         | 4-2                                                       |
| 2004-2005 | Phantoms de Philadelphie (2)                              | Wolves de Chicago                                         | 4-2                                                       |
| 2005-2006 | Bears de Hershey                                          | Admirals de Milwaukee                                     | 4-2                                                       |
| 2006-2007 | Bulldogs de Hamilton (1)                                  | Bears de Hershey                                          | 4-1                                                       |
| 2007-2008 | Wolves de Chicago                                         | Penguins de Wilkes-Barre/Scranton                         | 4-2                                                       |
| 2008-2009 | Bears de Hershey                                          | Moose du Manitoba                                         | 4-2                                                       |
| 2009-2010 | Bears de Hershey (11)                                     | Stars du Texas                                            | 4-2                                                       |
| 2010-2011 | Senators de Binghamton (1)                                | Aeros de Houston                                          | 4-2                                                       |
| 2011-2012 | Admirals de Norfolk (1)                                   | Marlies de Toronto                                        | 4-2                                                       |
| 2012-2013 | Griffins de Grand Rapids                                  | Crunch de Syracuse                                        | 4-2                                                       |
| 2013-2014 | Stars du Texas (1)                                        | IceCaps de Saint-Jean                                     | 4-1                                                       |
| 2014-2015 | Monarchs de Manchester (1)                                | Comets d'Utica                                            | 4-1                                                       |
| 2015-2016 | Monsters du lac Érié (1)                                  | Bears de Hershey                                          | 4-0                                                       |
| 2016-2017 | Griffins de Grand Rapids (2)                              | Crunch de Syracuse                                        | 4-2                                                       |
| 2017-2018 | Marlies de Toronto (1)                                    | Stars du Texas                                            | 4-3                                                       |
| 2018-2019 | Checkers de Charlotte (1)                                 | Wolves de Chicago                                         | 4-1                                                       |
| 2019-2020 | Saison interrompue et abandonnée à cause du coronavirus   | Saison interrompue et abandonnée à cause du coronavirus   | Saison interrompue et abandonnée à cause du coronavirus   |
| 2020-2021 | Séries éliminatoires non disputées à cause du coronavirus | Séries éliminatoires non disputées à cause du coronavirus | Séries éliminatoires non disputées à cause du coronavirus |
| 2021-2022 | Wolves de Chicago (3)                                     | Thunderbirds de Springfield                               | 4-1                                                       |